# Diamond Eyes
Diamond Eyes (рус. Алмазные глаза) — шестой студийный альбом американской альтернативной метал-группы Deftones, выпущенный 4 мая 2010 года на лейбле Reprise Records. Diamond Eyes стал первой записью группы Deftones с тех пор, как их контракт с лейблом Maverick Records был расторгнут в 2007 году.
Изначально Deftones планировали выпустить шестым альбомом другую свою работу — «Eros», но во время записи альбома басист группы Чи Ченг попал в автомобильную катастрофу. По состоянию здоровья Чи, остальные участники группы решили отложить выпуск «Eros» в пользу записи нового материала, взяв себе в качестве сессионного басиста участника американской пост-хардкор группы Quicksand Серхио Вегу.

## Предыстория
31 октября 2006 года выходит в свет новый студийный альбом группы Deftones — «Saturday Night Wrist», именно тогда все дошли до крайности, появились проблемы в общении, а у Чино Морено возникли проблемы с наркотиками, и всё это практически развалило группу. Чино говорит, что они с гитаристом Стивеном Карпентером были слишком «упрямыми», чтобы работать совместно, и что члены группы избегали друг друга, записывая каждый свою часть в студии по отдельности — в результате чего получится полусырой, «разбитый на отдельные части» альбом.
Общение прекратилось. Вместо того, чтобы спорить о работе, мы просто сдались, даже не пытаясь бороться и даже не пытаясь общаться. И из-за этого все так отстойно и вышло, потому что вместо того, чтобы работать над музыкой, спорить о каких-то вещах и в конечном итоге останавливаться на самом лучшем, нам обоим вроде как бы даже расхотелось спорить. Это была одна из тех вещей, когда ты говоришь: „Ну раз тебе наплевать, то и мне наплевать. Если ты не собираешься разговаривать, то я тоже не собираюсь разговаривать“. И мы оба были упрямыми и ничего не доделали до конца. Никто не садился на сиденье водителя. Мы никогда на самом деле не дрались. Это была больше вроде как борьба за власть. Альбом был фрагментирован в действительно плохом смысле. Никто не сел на место водителя, так что не было никакого направления и в самом конце у нас были только эти отдельные кусочки, которые нужно было сложить вместе и попытаться сделать из этого альбом — вот именно так он и звучит для меня, когда я возвращаюсь к его прослушиванию.
Оставшись недовольными альбомом, группа в апреле 2008 года вместе со своим старым продюсером Терри Дейтом (известным по своей работе с такими группами, как Limp Bizkit, Soundgarden, Pantera) приступают к записи нового материала, учтя ошибки прошлого. Ранее группа выражала недовольство по поводу длительной записи и сочинения «Saturday Night Wrist», вследствие чего группа решила записать новый релиз намного быстрее предыдущего и без использования программы Pro Tools, намереваясь создать альбом в духе Adrenaline (1995) и Around the Fur (1997). Свой шестой по счёту альбом группа решила назвать «Eros». Deftones много рассказывали прессе о том, как они были счастливы записать этот альбом, работали над дизайном и представляли всё это своим поклонникам выкладывая всю информацию об предстоящем релизе в интернет. В 2008 группа выкладывала видео в сеть, когда велась запись альбома «Eros», где запечатлена одна из сессий записи альбома. В этом видео Чино Морено играет на басу, а Чи Ченг — на гитаре. Также в самом конце клипа можно увидеть, что, возможно, запланированная дата релиза была 4.02.09. 4 ноября 2008 года Чи Ченг попал в аварию, что, вероятно, поставило крест на этом альбоме.

## Запись
После трагедии с Чи Ченгом, группа скрылась от посторонних глаз и долго не появлялась на свет. Но внезапно в феврале группа вновь вернулась вместе с бывшим участником американской пост-хардкор группы Quicksand Серхио Вега, в качестве нового басиста Deftones. Чино Морено:

— «В тот момент, когда это произошло с Чи, мы находились в студии, записывали материал к альбому „Eros“, но вместе мы играли не так много. Нам всем недоставало друг друга. Мы не раздумывали о том, что нам нужно искать бас-гитариста, — Серхио был тем чуваком, которому мы позвонили и спросили: „Хочешь приехать, поджемовать с нами?“. Он переехал сюда на пару месяцев, и мы провели какое-то время на репетиционной базе. В то же время я общался с Ником (Ник Рэскаленикс, прим. автора) и он был заинтересован в сотрудничестве с нами. Когда Серхио пришёл, всё встало на свои места, и в тот момент всё шло хорошо». 
Эйб Каннингэм:

 — «В списке было множество имён. Нашему менеджменту было не занимать воображения, так сказать, но только один человек всегда был у нас в голове — и это был он. Это довольно забавно, потому что с нами мог быть… басист из Pink Floyd Роджер Уотерс!». 
Группа объявила о своих намерениях записать новый альбом, а альбом «Eros» отложить в долгий ящик: — «Мы ждём Чи», поясняет барабанщик группы Эйб Каннингэм. Вместе с Серхио Вега и новым продюсером Ником Рэскаленикс (Foo Fighters, Velvet Revolver, Stone Sour, Alice in Chains) Deftones приступила к работе над новым альбомом.
С новым басистом у группы дела пошли очень хорошо — уже к концу второго дня музицирования у группы было две песни — «Prince» и «Royal». Они установили рабочие часы с 13:00 до 20:00 шесть дней в неделю, таким образом, у них оставалось время утром и вечером, чтобы «чувствовать себя человеком», как говорит Эйб Каннингэм. Это поломало их обычную привычку работать с ночи до рассвета, и Deftones впервые за время своего существования работали в таком режиме вместе с продюсером. Стивен Карпентер:

 — «Ник держал нас собранными, вместо того чтобы просто оставить нас такими, какими мы были». У нас не было недостатка идей, но были проблемы с собранностью. Чтобы собрать нас вместе для работы над песней, хорошо сделать ее, нужно было много времени. А Ник превратил это в развлечение". 
Deftones, получившие серьёзный удар катастрофой с Чи, просто не могли записать абсолютно мрачный альбом. Были отброшены все противоречия, существовавшие в группе после записи альбомов «Deftones» (2003) и «Saturday Night Wrist» (2006). Вокалист группы Чино Морено в прошлогодних интервью обещал, что альбом будет довольно оптимистичным, и своё обещание группа сдержала. В целом альбом «Diamond Eyes» — позитивный альбом. Трудность в том, что лирика Чино и его образы, обычно, уклончивые и иногда разочаровывающие, что слушатели могут предположить, будто этот альбом о Ченге. Определенно проскальзывают некоторые отрывки в песне «976-EVIL» — «For a thousand days you’ve been staring away» (с англ. — «Тысячу дней ты смотришь в никуда»), или в песне «Risk» повторяется рефрен «I will find a way… I will save your life» (с англ. — «Я найду способ... я спасу тебя»), но Морено ничего не подтверждает:

 — «Я бы не сказал, что какая-нибудь песня не просто о Чи, но о какой-то отдельно взятой вещи или о человеке в частности. Есть то, что вы можете прочесть, и, зная о ситуации, в которой мы находимся, можете услышать, откуда это исходит, но с некоторыми песнями у вас так не получится. Некоторый материал пришел из ниоткуда! Поэтому в текстах я не основывался на ситуации с Чи. Слова просто приходили разными путями. В основном лирика просто выдумана».

## Коммерческий успех
Было продано 62 000 копии альбома в США, также альбом дебютировал под номером 6 в Billboard 200 — это уже 4 альбом по счёту, который входит в десятку лучших в хит-параде. По состоянию на октябрь 2012 года в США было продано 236 000 копий. Альбом был назван «Рок-альбом года» в iTunes Store.

## Список композиций
Все тексты написаны Чино Морено, вся музыка написана Deftones.
| №                   | Название                  | Длительность |
| ------------------- | ------------------------- | ------------ |
| 1.                  | «Diamond Eyes»            | 3:08         |
| 2.                  | «Royal»                   | 3:32         |
| 3.                  | «CMND/CTRL»               | 2:24         |
| 4.                  | «You've Seen the Butcher» | 3:31         |
| 5.                  | «Beauty School»           | 4:44         |
| 6.                  | «Prince»                  | 3:36         |
| 7.                  | «Rocket Skates»           | 4:12         |
| 8.                  | «Sextape»                 | 4:01         |
| 9.                  | «Risk»                    | 3:39         |
| 10.                 | «976-EVIL»                | 4:33         |
| 11.                 | «This Place Is Death»     | 3:48         |
| Общая длительность: | Общая длительность:       | 41:13        |

| №                   | Название                    | Длительность |
| ------------------- | --------------------------- | ------------ |
| 12.                 | «Rocket Skates (M83 Remix)» | 5:44         |
| Общая длительность: | Общая длительность:         | 46:58        |

| №                   | Название                                  | Длительность |
| ------------------- | ----------------------------------------- | ------------ |
| 12.                 | «Do You Believe» (кавер на The Cardigans) | 3:29         |
| 13.                 | «Ghosts» (кавер на Japan)                 | 4:28         |
| 14.                 | «Caress» (кавер на Drive Like Jehu)       | 3:32         |
| Общая длительность: | Общая длительность:                       | 52:43        |

## Участники записи
| - Чино Морено — вокал, гитары - Стивен Карпентер — гитары - Фрэнк Делгадо — клавишные, сэмплы, тёрнтейблизм - Серхио Вега — бас-гитара - Эйб Каннингэм — барабаны - Фрэнк Мэддокс — арт-директор, дизайнер - Джон Росс — фото совы - Тим Макгарр — фото группы | - Кейт Армстронг — ассистент сведения - Дэвид Бенвениста — А&R - Пол Фигероа — запись, звукорежиссёр - Тед Дженсен — мастеринг - Ник Карпен — ассистент сведения - Крис Лорд-Алге — сведение - Ник Рэскаленикс — продюсер, сведение - Андрей Шуберт — дополнительный звукорежиссёр - Брэд Таунсенд — дополнительный звукорежиссёр - Том Уолли — исполнительный продюсер - Кевин Уиллиансон — А&R Warner Bros. Records |

## Позиции в чартах
| Чарт (2010)                  | Позиция | Сертификация | Продажи |
| ---------------------------- | ------- | ------------ | ------- |
| Australian ARIA Albums Chart | 22      | -            |         |
| Austrian Albums Chart        | 13      | -            |         |
| Dutch Albums Chart           | 55      | -            |         |
| German Albums Chart          | 8       | -            |         |
| French Albums Chart          | 23      | -            |         |
| New Zealand Albums Chart     | 8       | -            |         |
| Swedish Albums Chart         | 25      | -            |         |
| US Billboard 200             | 6       | -            | 62,000  |
| UK Albums Chart              | 26      | -            |         |